# Cylon (Battlestar Galactica)
 (novembre 2018).
Si vous disposez d'ouvrages ou d'articles de référence ou si vous connaissez des sites web de qualité traitant du thème abordé ici, merci de compléter l'article en donnant les références utiles à sa vérifiabilité et en les liant à la section « Notes et références ».
Pour les articles homonymes, voir Cylon (homonymie).
Les Cylons sont une race fictive inventée dans les séries télévisées de science-fiction Galactica, Galactica 1980, Battlestar Galactica et Caprica.

## GalacticaetGalactica 1980
À la base même de la série, le nom « Cylon » était celui d'une race reptilienne qui a conçu des robots. Ces derniers, après avoir exterminé leurs créateurs, ont décidé de reprendre le nom de la race reptilienne qui les avait créés, et par conséquent, se nomment également les Cylons. 
Les Cylons ont déclaré la guerre aux humains des Douze Colonies après que ceux-ci se furent portés au secours de leurs voisins les Hazarys. Après un millénaire de combats acharnés, un armistice est mis en place. C'est cependant une feinte, les Cylons profitant de la signature des accords de paix pour détruire la flotte de guerre humaine et détruire les Douze Colonies. Ils poursuivent ensuite sans relâche la flotte des survivants humains.

## Battlestar Galactica
Dans ce troisième opus de la franchise, l'origine des Cylons (Cyber logiciel nodalisé) est différente. Ils ont eux-mêmes été créés par la race humaine par le docteur Graystone afin d'équiper l'armée capricaine. La série Caprica nous indique qu'ils furent très rapidement intégrés à la société des 12 colonies après avoir évité un attentat d'extrémistes monothéistes lors d'un match de pyramide, démontrant ainsi leur utilité aux 12 colonies. Les cylons auraient été ensuite embrigadés par ces mêmes extrémistes qui les auraient séduits en affirmant qu'ils ne sont pas de simples machines mais des êtres pourvus d'une âme, ayant pour créateur suprême non pas l'Homme mais le Dieu unique. Ce qui explique l'origine monothéiste de la religion des Cylons.
Après une première révolte contre leurs créateurs qui débouche sur un armistice (40 ans avant la série), les Cylons quittent le système stellaire des Douze Colonies de Kobol pour s'installer sur une planète lointaine et inconnue. Une station spatiale est construite en territoire neutre où, chaque année à date fixe, un ambassadeur humain et un ambassadeur Cylon doivent se rencontrer. Chaque année les Coloniaux envoient un émissaire sans que jamais un Cylon ne se présente. Pendant quarante ans, les humains restent sans nouvelles des Cylons.
Cependant, au début des événements relatés dans la série, les Cylons se présentent enfin à la station diplomatique, mais pour la détruire. C'est la première étape d'une attaque surprise qui aboutit à la destruction totale des Douze Colonies de Kobol et à l'extermination de la majeure partie de l'humanité. Depuis, les Cylons poursuivent la flotte des 50 000 survivants des Colonies.
Lors de leur retour, selon le générique de la série, ils ont évolué. En l'espace de quelques dizaines d'années, ils ont réussi à passer du stade de « Cylon mécanique » à celui de « Cylon humanoïde » (ou organique).
Pour les humains, ils restent des machines, surnommées les grille-pains par dérision. 

### Centurion
Il s'agit d'une évolution des premiers modèles Cylons, complètement robotiques. Ils ont été créés par les hommes pour des raisons pratiques.
Les centurions possèdent une apparence mécanique et, comme leur nom l'indique, sont de parfaits soldats, équipés de nombreuses armes offensives (notamment deux canons mitrailleurs dans les bras). Ils sont, par ailleurs, plus rapides que leurs proies humaines. Les centurions sont les robots à tout faire des Cylons humanoïdes, gardiens, soldats ou bourreaux.
On revoit parfois l'ancien modèle durant la série de 2003. Dans le pilote de la série, notamment, il y a un modèle du vieux centurion exposé dans le hangar du Galactica (qui est censé devenir un musée).
Une grosse différence, cependant, entre l'ancien modèle et le nouveau centurion : l'ancien est doué de la parole, tandis que son évolution en est dépourvu.

### Cylon humanoïde

#### Définition
Dans le cadre du conflit opposant les survivants des douze colonies de Kobol aux Cylons, le terme de cinq derniers est utilisé pour désigner les cinq modèles humanoïdes Cylons qui ne sont pas encore connus, qui semblent jouir d'un statut particulier et qui semblent même être méconnus des autres Cylons eux-mêmes. Cette définition est en fait abusive, ce terme définissant en réalité les cinq derniers représentants de la mal nommée Treizième Colonie de Kobol. Il s'agit en revanche bien des mêmes individus.

#### Origines
Les cinq derniers sont des scientifiques d'une planète appelée Terre (mais ce n'est pas notre planète actuelle). Cette planète est peuplée par des Cylons humanoïdes se reproduisant sexuellement. À ce titre, chaque Cylon de cette Terre est unique et mortel. Les cinq derniers sont donc nés de parents distincts, et sont psychologiquement très proches des êtres humains. C'est un groupe de scientifiques ayant réussi à recréer la technologie de résurrection de leurs ancêtres permettant à un Cylon mourant de télécharger sa conscience dans un nouveau corps. Cette technologie avait été abandonnée lorsque les Cylons de cette planète ont pu procréer par voie biologique. Peu de temps après, cette civilisation disparait dans un conflit nucléaire opposant les Cylons humanoïdes aux Cylons mécaniques, ces derniers se rebellant contre leur condition d'esclave. Tués comme l'ensemble de la population, les cinq derniers se réincarnèrent dans le vaisseau prévu à cet effet, fruit de leurs travaux et sont donc les cinq derniers survivants de la treizième colonie.

#### Exode vers les colonies
Les cinq derniers décidèrent de rechercher les descendants des peuples de Kobol afin de les avertir du danger de l'asservissement des formes de vie artificielles, et du risque de révolte qu'il génère. Ne disposant d'aucune technologie de déplacement supraluminique, ils mettent près de 2 000 ans à atteindre les douze colonies de Kobol.
À leur arrivée, les douze colonies viennent juste de subir la révolte des Cylons mécaniques et sont en guerre contre eux. Les cinq entreprennent de négocier avec les Cylons mécaniques. En échange de l'arrêt du conflit, ils leur donnent la technologie de résurrection, et créent huit modèles de Cylons humanoïdes. L'objectif des cinq est de modeler une nouvelle société où Cylon mécanique, humanoïdes et humains vivent en harmonie afin de briser le cycle de la violence.
Cependant, le premier des modèles Cylons humanoïde nouvellement créé, animé par un puissant besoin de vengeance vis-à-vis des humains, rejette le concept de compassion prôné par les cinq. Il piège et tue les cinq. Bloquant l'accès à leurs mémoires, il implante de faux souvenirs dans leurs réincarnations, puis les envoie parmi les humains des colonies en ayant effacé tout souvenir des cinq dans la mémoire des autres Cylons. L'objectif supposé étant de faire prendre conscience aux cinq qu'ils avaient tort de considérer l'humain comme un choix de vie meilleur que la machine.

#### Vies humaines
Les cinq poursuivent donc leurs vies humaines, sans mettre en doute les faux souvenirs qui leur ont été implantés. Cependant, et contrairement à ce que pensent les humains, ils ne sont pas des agents dormants de la machine de guerre Cylon. Tout à la fin de l'exode, lorsqu'ils récupèrent progressivement leurs souvenirs passés, ils continuent de poursuivre leur but initial de paix et de vie en harmonie, en permettant l'émancipation des Cylons mécaniques, et l'implantation commune des humains et des Cylons humanoïdes sur un nouveau monde, une nouvelle Terre.

#### Les modèles
Les Cylons humanoïdes fonctionnent par modèle. Il y a treize modèles en tout, divisés en deux types de Cylons : les Cylons issus de l'ancienne Terre dont il n'existe qu'un seul représentant par modèle (Galen Tyrol, Sam Anders, Tory Foster, Saul Tigh et Ellen Tigh) d'un côté et de l'autre leurs créations, les huit autres, dont chaque modèle dispose de plusieurs représentants (Cavil, Leoben Conoy, D'Anna Biers, Simon, Aaron Doral, numéro Six, Daniel et Sharon). Cependant, le modèle n°7, Daniel, a été détruit avant le début de la série, Cavil a tué Daniel et saboté ses copies en cours de maturation, ce qui ramène le nombre de Cylons à douze, nombre « officiellement » annoncé au début de la série (on n'apprend que vers la fin de la série que n°7 est un modèle disparu).
Ces modèles sont :  
| Modèle                 | Identités                                                                                             | Démasqué par le spectateur             | Démasqué par les personnages           |
| ---------------------- | --- | -------------------------------------- | -------------------------------------- |
| Numéro un              | Frère Cavil, John Cavil, copies non-nommées                                                           | (2-20) Posez votre fardeau — 2e partie | (2-20) Posez votre fardeau — 2e partie |
| Numéro deux            | Leoben Conoy, copies non-nommées                                                                      | (1-00) série                           | (1-00) série                           |
| Numéro trois           | D’Anna Biers, copies non-nommées                                                                      | (2-08) La Dernière Séquence            | (3-01) Mission suicide                 |
| Numéro quatre          | Simon, copies non-nommées                                                                             | (2-05) La Ferme                        | (2-05) La Ferme                        |
| Numéro cinq            | Aaron Doral, copies non-nommées                                                                       | (1-00) série                           | (1-00) série                           |
| Numéro six             | Caprica Six, Six-interne de Baltar, Shelley Godfrey, Gina Inviere, Natalie, Sonia, copies non-nommées | (1-00) série                           | (1-07) Les Croyances de Baltar         |
| Numéro sept            | Daniel                                                                                                | (4-15) Sans issue                      | —                                      |
| Numéro huit            | Sharon Valerii, Sharon « Boomer » Valerii, Sharon « Athena » Agathon, copies non-nommées              | (1-00) série                           | (2-01) Le Tout pour le tout            |
| pas de numéro attribué | Saul Tigh                                                                                             | (3-20) Croisements — 2e partie         | (4-10) Otages en danger                |
| pas de numéro attribué | Galen Tyrol                                                                                           | (3-20) Croisements — 2e partie         | (4-10) Otages en danger                |
| pas de numéro attribué | Samuel Anders                                                                                         | (3-20) Croisements — 2e partie         | (4-10) Otages en danger                |
| pas de numéro attribué | Tory Foster                                                                                           | (3-20) Croisements — 2e partie         | (4-10) Otages en danger                |
| pas de numéro attribué | Ellen Tigh                                                                                            | (4-11) Déception                       | (4-15) Sans Issue                      |

Les huit premiers modèles possèdent un nombre quasi illimité de copies, sauf bien sûr le 7e modèle qui a été détruit par Cavil. Ils possèdent chacun une conscience propre. Ainsi, à la mort d'un Cylon humanoïde, celui-ci télécharge sa conscience à l'intérieur d'une « copie vide », et ressuscite.
Diverses situations causent la mort définitive d'un Cylon :
- la copie est trop affaiblie par des radiations ;
- la copie est trop loin d'une zone de téléchargement (vaisseau de résurrection, hub, etc.).

Il est aussi possible de stopper la résurrection d'un modèle :
- en désactivant simplement le modèle, auquel cas toutes les copies du modèle sont en attente de réactivation ;
- en corrompant la formule génétique du liquide amniotique utilisé pour ressusciter un exemplaire, auquel cas toutes les futures copies du modèle sont défectueuses et donc détruites, ce qui est le cas du modèle 7.

#### Les hybrides
Dans l'épisode La Tête de lion apparaît un modèle féminin simplement dénommé « l'hybride », qui assure la coordination d'un vaisseau-mère Cylon. Chaque vaisseau-mère en est doté. L'hybride parle de manière apparemment incohérente, mais selon certains Cylons, ses phrases ont un sens métaphorique qui reflète l'état entre la vie et la mort dans lequel sont les hybrides. Les Cylons les plus religieux, comme D'Anna, pensent que, du fait de cet état, les hybrides voient Dieu. Baltar parvient à comprendre l'un des hybrides, l'un d'eux révèle à Kara Thrace son destin et celui de Roslin. Du fait de cette connaissance de l'avenir, le rôle des hybrides dans l'histoire générale de la série semble d'une importance capitale.
Dans le film Battlestar Galactica: Razor, on apprend que les hybrides ont été créés à partir d'expériences sur les humains, lors de la première guerre contre les cylons. Le but de ces expériences était la création de cylons organiques, mais ne donnèrent rien d'autre que les hybrides utilisés à bord des vaisseaux cylons. Ces expériences furent interrompues lorsque les cinq derniers offrirent aux centurions les modèles organiques et la technologie de résurrection.
Le premier de tous les hybrides est découvert par les humains lors d'une mission du Pegasus sous le commandement de Lee Adama. Il est détruit après avoir prophétisé la fin de l'espèce humaine.
Il ne faut pas confondre ces hybrides avec Hera Agathon qui, elle est le fruit naturel de l'union de Sharon « Athena » Agathon et de Carl « Helo » Agathon. Contrairement aux hybrides des vaisseaux, qui sont des « impasses évolutives » (ils ne peuvent pas vivre sans assistance), Hera représente, du fait de son « hybridation naturelle » le futur des cylons.

#### Les Cinq

##### Samuel Anders
Sur Terre, Samuel Anders était le responsable du projet de « transfert de mémoire organique », visant à rétablir la technologie de résurrection. Les faux souvenirs implantés par Numéro Un font de lui un sportif professionnel sur Caprica. Gravement blessé au cerveau, il conduit l'ensemble des vaisseaux de la flotte dans le soleil de la nouvelle Terre, après qu'humains et Cylons ont pris place sur leur nouveau monde. La technologie de résurrection ayant été détruite, Samuel Anders est alors mort définitivement.

##### Saul Tigh
Saul Tigh est le compagnon d'Ellen Tigh. Les faux souvenirs implantés par Numéro Un font de lui un colonel de la flotte coloniale, second de l'amiral Adama. Il s'installe avec les humains sur la nouvelle Terre, où l'on présume qu'il finit ses jours.

##### Ellen Tigh
Ellen Tigh est la compagne de Saul Tigh. Elle conserve ce statut dans les faux souvenirs implantés par Numéro Un. Elle est tuée par Saul à la suite des événements survenus sur New Caprica. Réincarnée à bord d'un vaisseau de résurrection, elle s'installe avec Saul sur la nouvelle Terre.

##### Galen Tyrol
Galen Tyrol était le compagnon de Tory Foster. Cette relation n'est pas conservée dans les faux souvenirs implantés par Numéro Un, où Galen devient un technicien colonial originaire de Picon, devenu chef de pont sur le Galactica. Il finit ses jours en solitaire sur la nouvelle Terre.

##### Tory Foster
Tory Foster était la compagne de Galen Tyrol. Cette relation n'est pas conservée dans les faux souvenirs implantés par Numéro Un, où Tory devient une politicienne sur Caprica, puis l'assistante de Laura Roselind lors de l'exode. Elle est tuée par Galen Tyrol lorsque ce dernier apprend qu'elle a assassiné Callandra Henderson Tyrol. Comme pour Samuel, cet événement se déroulant après la destruction de la technologie de résurrection, la mort de Tory est définitive.

### Les chasseurs
Troisième et dernière classe Cylon, le chasseur est un vaisseau intelligent, puisqu'il semble lui aussi être issu de croisements humains/robots. Touchés par des feux croisés lors d'un duel aérien, la pilote Starbuck et un chasseur Cylon s'écrasent au sol. Starbuck découvre alors que la coque métallique recouvre un être organique qu'elle réussit à ramener à bord du Galactica. Dans un épisode suivant, la Cylon Sharon Valerii ne peut s'empêcher de traiter le chasseur Cylon comme un animal familier. Ils possèdent également la faculté de se télécharger dans une autre copie, ce qui leur permet d'acquérir de l'expérience au fur et à mesure des combats engagés. Toutefois, il semblerait qu'il n'existe qu'un seul modèle de chasseur. Les chasseurs sont lancés depuis les bases Cylons. 
Il existe également des chasseurs lourds multirôle capables de transporter plusieurs passagers, qu'ils soient Cylons ou Humanoïdes.

## Caprica
L'origine des Cylons est dévoilée dans la série Caprica. On y découvre le premier d'entre eux, créé par Daniel Graystone qui, après la mort de sa fille Zoe Graystone, télécharge son esprit dans le corps d'un robot.

## Planètes contrôlées
Avant la première guerre, les Cylons vivaient bien sûr avec les humains sur les Douze Colonies. 
À la suite de l'armistice, ils se sont réfugiés sur leur propre monde, à propos duquel les Coloniaux ne savaient rien à cette époque. On apprend au cours de la série que ce « monde » est en fait un gigantesque vaisseau, la Colonie, où les centurions et les cinq derniers se sont retrouvés après la guerre pour créer les modèles de Cylons organiques.
Après la seconde guerre éclair, ils auront sous leur contrôle non seulement leur colonie, mais également les Douze Colonies – bien qu'il soit envisageable que certaines parmi celles-ci aient été effacées de la carte, selon plusieurs dires, ou qu'elles ne deviennent plus habitables même pour eux.
Mais cependant, à la fin de la seconde saison, les Cylons abandonnent les Douze Colonies et laissent les humains en paix… pendant un an…
Cette année de répit permettra aux humains de s'installer sur la Nouvelle Caprica. Toutefois après environ un an, les Cylons reviendront et occuperont la Nouvelle Caprica, la dirigeant d'une poigne de fer.

## Technologies utilisées
Ce peuple est particulièrement puissant, grâce aux techniques de pointe qu'il maîtrise : 
- Les Basestars, des sortes de vaisseaux Battlestars en bien plus puissant, tant au niveau des sauts PRL que du nombre de chasseurs et bombardiers déployés.
- Les vaisseaux de résurrection, quoique moins résistants, sont issus d'une technologie avancée ; ils permettent la résurrection des divers modèles de Cylons depuis de très grandes distances.

## Conclusion
Les Cylons sont une race très particulière, et surtout assez complexe. Leur société a une croissance très rapide justement car ils ont réussi à supprimer la peur de la mort. Là où les humains, dans la série, peuvent perdre leurs meilleurs pilotes et autres techniciens, les Cylons conservent tout, et mieux, en apprennent plus grâce au procédé de résurrection. Comme dans un jeu vidéo, la mort est pour les Cylons une expérience éducative. 
Les motivations des Cylons sont obscures. « Ils ont un plan » mais personne ne le saisit vraiment, et pire, il semble changer avec le temps. Au début, ils semblent vouloir exterminer tous les humains jusqu'au dernier, et on verra ensuite qu'ils colonisent les anciennes planètes coloniales. Cependant, personne ne peut répondre à la question « pourquoi ? ». Ils semblent aussi vouloir créer une espèce hybride entre les Cylons humanoïdes et les Humains dans l'espoir de procréer, ce qui leur est impossible entre eux, ce qui explique les « fermes » où ils transforment les humaines survivantes qu'ils ont pu capturer en usines à bébé, ce qui semble être en contradiction avec leur apparente volonté exterminatrice initiale. Une autre hypothèse est celle d'une sorte de croisade religieuse, les Cylons étant monothéistes, et les Coloniaux polythéistes ou athées. De plus, les Cylons parlent souvent de juger les humains pour leurs vices et péchés, réels ou supposés. Ce qui est aussi contradictoire avec les expériences d'hybridation. Pour finir, sous l'impulsion des modèles numéros six et huit, ils semblent changer d'avis lors de l'invasion de New Caprica, et tentent cette fois de contrôler et de convertir les humains. Les buts et motivations des Cylons sont le fait de la manipulation qu'exerce John Cavil sur les autres modèles : il souhaite détruire l'humanité en juste rétribution de l'esclavage dont il estime qu'ont été victime ses ancêtres mécaniques avant la première guerre Cylon.
Dans les bonus du téléfilm The Plan, l'actrice qui joue le 8e modèle dit : « Le Plan consiste en la destruction totale de l'espèce humaine lors de la première attaque, rien d'autre ! ».